# Řízení v přenosovém kanálu
Řízení v přenosovém kanálu je charakteristika komunikačního protokolu, který řídí přenos dat. Při řízení v přenosovém kanálu se řídicí data přenášejí stejným spojením jako hlavní data. K protokolům, které používají řízení v přenosovém kanálu patří HTTP a SMTP. Jiným přístupem je řízení mimo přenosový kanál, které používá například protokol FTP.

## Příklad
Příkladem řízení v přenosovém kanálu je interakce mezi klientem s serverem v protokolu SMTP pro přenos elektronické pošty:
```
S: 220 bubo.vslib.cz 5.67a8/IDA-1.5 Sendmail is ready at Mon,
        28 Feb 1994 14:34:59 +0100
C: HELO ns.felk.cvut.cz
S: 250 Hello ns.felk.cvut.cz, pleased to meet you
C: MAIL From:<csTeX-Mgr@cs.felk.cvut.cz>
S: 250 <csTeX-Mgr@cs.felk.cvut.cz>... Sender ok
C: RCPT To:<MILAN.KEURSLAGER@VSLIB.CZ>
S: 250 <MILAN.KEURSLAGER@VSLIB.CZ>... Recipient ok
C: RCPT To:<VIT.KOCEK@VSLIB.CZ>
S: 250 <VIT.KOCEK@VSLIB.CZ>... Recipient ok
C: DATA
S: 354 Enter mail, end with "." on a line by itself
C: Received: from mvax.felk.cvut.cz by ns.felk.cvut.cz
        (5.65c8/FELK-area.4.2)
C:         id AA00728; Mon, 28 Feb 1994 14:31:46 +0100
C: Message-Id: <199402281331.AA00728@ns.felk.cvut.cz>
C: X-Listname: Czech and Slovak TeX-related mailing list
        <csTeX@cs.felk.cvut.cz>
C: Warnings-To: <>
C: Errors-To: csTeX-Mgr@cs.felk.cvut.cz
C: Sender: csTeX-Mgr@cs.felk.cvut.cz
C: Received: by cs.felk.cvut.cz (MX V3.3 VAX) with SITE;
        Mon, 28 Feb 1994 14:21:52
C:           MET-2DST
C: Date: Mon, 28 Feb 94 14:21:23 MET
C: From: novakk@earn.cvut.cz
C: Reply-To: csTeX@cs.felk.cvut.cz
C: Subject: Re: inspic lde 3/92
C: To: csTeX@cs.felk.cvut.cz
C: 
C: Mohu Vam zminene makro poslat mailem.
C: 
C: Kamil Novak
C: .
S: 250 Ok
C: QUIT
S: 221 bubo.vslib.cz closing connection

```

Protokol SMTP používá řízení v přenosovém kanálu, protože řídicí zprávy jako HELO a MAIL FROM se posílají ve stejném proudu dat jako vlastní zpráva.